# Werner Freiherr von Beschwitz
Werner Freiherr von Beschwitz (19 de janeiro de 1915 - 25 de maio de 2011) foi um oficial alemão que serviu durante a Segunda Guerra Mundial. Foi condecorado com a Cruz de Cavaleiro da Cruz de Ferro.

## Condecorações
| Cruz de Ferro 2ª Classe                                |
| Cruz de Ferro 1ª Classe                                |
| Cruz de Cavaleiro da Cruz de Ferro 27 de julho de 1944 |